# Девять луков
Девять луков (егип. psDt (pDwt?)) — фразеологизм, древнеегипетское собирательное обозначение внешних врагов Египта с оттенком «множество варваров». Число девяти луков и ассоциируемых с ними народов постоянно менялось в зависимости от внешнеполитической обстановки. Подробный список народов, входящих в понятие, пока не установлен. В разные эпохи изображения народов различны по их одежде, однако, основными представителями девяти луков были азиаты или нубийцы.

## Изображение
Изображения девяти луков часто встречаются на ступенях, основании статуи или царского трона, попираемого стопами. Символически это обозначало, что фараон «топчет» своих врагов. В египетском языке существовало выражение hr ṯb(w)t/ṯbty (под сандалиями) и означало «быть предметом кого-то».
Сидящая статуя фараона Джосера (III династия, Древнее царство) содержит одно из ранних изображений Девяти луков (южные нубийцы). Птица-rekhyt в иконографии в сочетании с Девятью луками могла означать завоёванные территории (в Додинастический период). Постепенно значение трансформировалось в понимание власти над любыми покорёнными землями.

### Гробница Тутанхамона
В гробнице Тутанхамона (KV62) найдены различные изображения девяти луков, например, печать фиванского некрополя содержит изображение бога смерти Анубиса в виде шакала, лежащего на девяти луках, что символизирует торжество над врагами Египта. Несколько таких печатей поставлены на оштукатуренной стене, скрывающей вход в гробницу, другая скрепляла завязанную верёвку в погребальной камере. Печать «Города мёртвых» была знаком целостности гробницы, которую запечатали служители некрополя. Также в гробнице обнаружены церемониальные сандалии Тутанхамона с изображениями девяти луков.

## Галерея
- Статуэтка сфинкса Тутмоса III, XVIII династия
- Золотой трон Тутанхамона с постаментом, где изображены девять луков
- Сандалии Тутанхамона с изображением пленников
- Печати на входе в гробницу Тутанхамона. Правый оттиск с различимым шакалом сверху и девятью пленниками ниже
- Запечатанная дверь третьего ковчега Тутанхамона с печатью, изображающей Анубиса и девять луков
- Пленённый кафторит; храм Рамзеса II в Абидосе, XIX династия
- Основание статуи Рамсеса III (ок. 1279 - 1213 годы до н.э.). Кливлендский музей искусств